# Lena Hades
Lena Hades (en ruso: Лена Хейдиз, translit. Lena Jeidiz; 2 de octubre de 1959) es una pintora y escritora rusa. Su obra fundamental son los cuadros del ciclo Así habló Zaratustra, dedicado al libro homónimo de Friedrich Nietzsche. 
El Instituto de Filosofía de Academia de Ciencias de Rusia ha publicado en 2004 la obra de Nietzsche Así habló Zaratustra en ruso y alemán con 20 reproducciones de los cuadros del ciclo de Lena Hades Así habló Zaratustra. Es la primera publicación científica y artística simultáneamente. En el libro hay también artículos de grandes historiadores del arte: Jean-Christophe Ammann, Aleksander Jakímovich y Olga Yushkova.
Las obras de la pintora se encuentran en el Museo de Arte Contemporáneo de Moscú, en el Centro de Arte Contemporáneo de Moscú, en el Museo Pushkin, en la galería Tretiakov de Moscú.

## Publicaciones
- Nietzsche, F. (2004). Así habló Zaratustra. Moscú: Instituto de Filosofía de la Academia de Ciencias de Rusia. ISBN 5-9540-0019-0.
- Giametta Sossio “Commento allo Zarathustra”. Milano, Bruno Mondadori, 2006. ISBN 88-424-9804-1
- Nietzsche F. "Morgenroethe" / traducción de Vadim Bakusev. — Moscú: Akademicheskij Projekt, 2007. ISBN 978-5-8291-0942-4
- 미래를 창조하는 나 - 차라투스트라는 이렇게 말했다 (고전읽기 "I'm making the future", Seúl, Mirae N Culture Group, 2009. - ISBN 978-89-378-4498-0
- Ateneo del nuevo siglo. — Málaga, 2012. — ISSN 1577-8266.